# 黒田慶太郎
黒田 慶太郎（くろだ けいたろう、明治15年（1882年）2月 - 没年不明）は、日本の実業家。中国にあった日系紡績会社、上海紡織（シャンボウ）の代表取締役会長として戦前の上海に暮らした。
明仁上皇の女婿・黒田慶樹の祖父。

## 経歴
大阪府堺市出身。黒田吉三郎の長男。
明治37年（1904年）東京高等商業学校（現・一橋大学）卒業。三井物産会社勤務を経て上海紡織に転じる。
終戦と同時に上海紡織はなくなり、黒田一家は日本へ引き揚げた。

## 人物像
黒田について『第五版 財界人物選集』（1939年、560頁）には、「在華紡織界の指導的人材として知らる」とある。

## 家族・親族

### 黒田家
（大阪府堺市、東京都）
- 妻・チカ子（多賀武次郎の長女[3]） - 明治28年（1895年）生[3] - 没
- 長男・慶一郎（実業家） - トヨタ自動車販売の常務を経て日本ケミカル工業会長となった[1]。
  - 同妻・治子（子爵・秋月種英の三女[4]）
- 二男・慶次郎（トヨタ自動車に勤務[1]）
  - 同妻・壽美子（東京・神田の呉服問屋の娘[1]）
  - 同長男・慶樹
- 長女・徳子は子爵税所家に嫁ぐ[1]